# Erede
Un erede (lat. heres), nel diritto civile, indica colui che abbia accettato (in modo espresso o tacito) la chiamata all'eredità di una persona deceduta, che si determini (cosiddetta "delazione ereditaria") per legge o per testamento, con il conseguente subentro dell'erede - per intero o per quota - nel patrimonio del defunto (universum ius), composto non solo da beni o crediti, ma anche nei debiti del defunto.
La definizione di "erede universale" (in universum ius) distingue, pertanto, l'erede dal legatario: ossia da quel soggetto che, per testamento o per legge, riceve (per successione a titolo particolare) esclusivamente uno o più specifici beni, senza subentrare nei debiti del defunto; è pertanto del tutto fuorviante ed erroneo, in senso giuridico, l'uso comune dell'espressione "erede universale" per definire colui che divenga unico erede del defunto.
Non si ha un legato, tuttavia, ogni qualvolta vi sia l'attribuzione testamentaria di un bene determinato; ai sensi dell'art. 588 del codice civile italiano, infatti, l'assegnazione di beni determinati o di un complesso di beni non esclude che la disposizione sia fatta a titolo universale, quando risulti che il de cuius abbia voluto attribuire quei beni come quota del patrimonio (ossia dell'universum ius).

## Caratteristiche e requisiti

### Capacità di succedere
Sono capaci di succedere coloro che al momento dell'apertura della successione sono nati o sono stati concepiti. Eccezionalmente l'art. 462 del codice civile italiano estende la capacità di succedere in caso di successione testamentaria ai figli non ancora concepiti di una persona vivente al tempo della morte del testatore, ma tale questione è ancora molto controversa in dottrina e giurisprudenza.

### Responsabilità giuridica
L'erede risponde di tutti i debiti facenti capo al de cuius anche ultra vires hereditatis, di là dall'attivo. Per evitare di rispondere dei debiti del de cuius con il proprio patrimonio, l'erede può accettare l'eredità con beneficio d'inventario. Le eredità devolute ai minori e agli interdetti non si possono accettare, se non col beneficio d'inventario.

## Il processo testamentario
Nella successione testamentaria (erede testamentario) si distinguono l'erede dal legatario; quest'ultimo, successore a titolo particolare, subentra nella titolarità di uno o più rapporti determinati e non è tenuto a rispondere degli obblighi contratti dal defunto.
L'erede, invece, succedendo al testatore in tutti i rapporti giuridici attivi e passivi, o in una quota di essi, in qualità di successore o erede universale, risponde dei debiti del defunto anche con il proprio patrimonio, a meno che non abbia accettato l'eredità con beneficio d'inventario. Quando gli eredi sono più di uno, essi rispondono dei debiti del defunto in proporzione alla quota di patrimonio ereditata, salvo diverse disposizioni del testatore. I creditori, per la soddisfazione del loro diritto, possono rivolgersi ai singoli coeredi nel caso in cui oggetto del credito sia una cosa determinata posseduta da uno di essi o nel caso in cui il debito sia indivisibile. Il coerede che ha estinto il debito può valersi dell'azione di regresso nei confronti degli altri coeredi.

## Tipi di eredi

### Erede apparente
L'erede apparente è la persona che, possedendo i beni ereditari sulla base di un titolo non valido, si comporta come erede senza esserlo. L'erede, al fine di entrare in possesso dei beni ereditari, può agire nei confronti dell'erede apparente, o di coloro che da costui hanno acquistato tali beni, mediante l'azione di petizione di eredità. Restano salvi i diritti di coloro che hanno acquistato dal possessore beni ereditari a titolo oneroso e in buona fede.

### Erede beneficiato
L'erede beneficiato è la persona che accetta l'eredità con beneficio d'inventario. L'accettazione con beneficio d'inventario permette all'erede di evitare la confusione del proprio patrimonio con quello ereditario, e lo solleva dall'obbligo di dover rispondere dei debiti del defunto al di fuori dei limiti delle attività ereditate.

### Erede fiduciario
L'erede fiduciario è la persona indicata in un testamento come erede, ma che ha ricevuto incarico dal testatore di trasmettere ad altra persona i beni ereditati. La persona che il testatore ha voluto effettivamente beneficiare ha a sua disposizione i mezzi giuridici consueti per costringere il fiduciario ad adempiere. Il fiduciario è infatti intestatario di un rapporto reale, cui inerisce un altrettanto ampio rapporto obbligatorio: quello di ritrasmettere i beni. Se quest'ultimo adempie l'obbligazione contratta, quindi, tale esecuzione resta valida.

### Erede legittimario
L'erede legittimario è la persona alla quale è riservata per legge una quota del patrimonio del testatore. Tale quota rappresenta un limite alla libertà del testatore di disporre dei propri beni: nel senso che - qualora l'erede legittimario intenda reclamare la quota riservatagli dalla legge, e proponga la relativa azione nel termine decennale di prescrizione - le disposizioni testamentarie o le donazioni eseguite in vita vengono "ridotte" sino a reintegrare la quota riservata dalla legge.
L'azione di riduzione è concessa (ex artt. 536 e segg. c.c.) al coniuge [o alla parte dell'unione civile], ai figli e agli ascendenti. La quota di riserva a disposizione degli eredi legittimari è calcolata in funzione del loro numero e delle varie ipotesi di concorso fra essi.

### Erede legittimo
L'erede legittimo o ab intestato (senza testamento) è la persona che, in forza di legge, eredita i beni del defunto in virtù delle disposizioni sulla "successione legittima": ossia delle regole che si applicano, in ragione del grado di parentela, qualora manchi un testamento o quando esso non disponga che di alcuni dei beni del defunto.
Ex art. 565 c.c. sono eredi legittimi il coniuge [o la parte dell'unione civile], i discendenti, gli ascendenti, i collaterali, gli altri parenti (ma la successione non ha luogo tra i parenti oltre il sesto grado, ex art. 572, comma 2 c.c.) e lo Stato. Salvo alcuni casi di concorso tra gli eredi, il parente più prossimo al defunto esclude tutti gli altri. L'art. 586 c.c. prevede che in mancanza di altri successibili, l'eredità è devoluta allo Stato. L'acquisto in tale caso opera di diritto senza bisogno di accettazione e non può farsi luogo a rinunzia. Lo Stato non risponde dei debiti ereditari e dei legati oltre il valore dei beni acquistati.